# Скелет сунђера
Каквог год облика били, већина сунђера живи окружена током водом, и подржавају тело добро развијеним скелетом. Скелет сунђера је већином мезохиларни ендоскелет, али егзоскелет се такође може појавити у одређеним деловима или око целог тела. Чврстина скелета јако варира међу врстама и облицима тела. Међу меканим корастим облицима, цео скелет је желатинозни мезохил подржан колагеним нитима. Чешће је мезохиларни матрикс са минералним спикулама и/или спонгином. Иако се спикуле генерално налазе у мезохилу, могу се слободно избацивати кроз површину пинакодерма, омогућавајући тако сунђеру заштиту. Овакве заштитне спикуле обично чувају оскула и понекад остија.

## Скелет од спикула (минерални скелет)
Спикуле су кречњачки или силикатни скелетни елементи, чији се састав, величина и облик користе као таксономски карактери на свим нивоима класификације. Зато имамо ситуацију да постоји веома развијена номенклатура различитих параметара спикула. На најопштијем нивоу, спикуле се по величини деле на две групе - велике, мегасклере, и мале, микросклере. Мегасклере обично изграђују основни рам скелета, док значајно мање микросклере подржавају пинакодерм канала, или додатно очвршћују телесни зид. Имена мегасклера се заснивају на броју оса или кракова спикуле, тако да имамо једноосне, двоосне, троосне, четвороосне мегасклере, или су двокраке, трокраке, четворокраке, шестокраке, звездане...
- једноосне (монаксоне) спикуле које имају облик правог или савијеног штапића чији крај може бити зашиљен, задебљао и др.
- троосне имају три осе које су узајамно постављене под правим углом, а могу имати три или шест кракова;
- четворосне (тетраксоне) спикуле имају три зашиљена зрака распоређена у једној равни под углом од 180°, док је четврти постављен под углом од 90° у односу на њих; губитком зракова од њих настају двоосне, троосне и једноосне спикуле;
- вишеосне (полиаксоне) су у облику малих кугли или звезда; код класе хексактинелида (Hexactinellida) спикуле су шестоосне.

Спикуле се стварају у посебним амебоидним ћелијама названим склероците. Склероците калкареа луче спикуле екстрацелуларно, склероците демоспонгиа интрацелуларно, а код хексактинелида интрасинцицијално. У „изградњи“ једне спикуле учествује од једне до неколико склероцита код калкареа. Трокраку спикулу, на пример, изграђују три склероците, које настају од заједничке матичне (стем) ћелије - склеробласте. Ове три ћелије се временом деле на по две, при чему једна гради врх крака спикуле, а друга надодаје материјал у бази спикуле.
Лучење једноосне силикатне спикуле започиње око органског аксијалног филамента у унутарћелијској везикули. Овај филамент у виду сићушног кристала расте и шири се у свим правцима док се не образује игла правилног геометријског облика. Даљи раст спикуле постиже се таложењем минералних материја по њеној површини. Када достигне одређену величину, раст престаје и склероцита умире па спикула остаје слободна у мезоглеји. Силикатне спикуле су углавном грађене од силикатне киселине, али садрже и нешто воде и једињења натријума, калцијума, гвожђа и хлора, као и веома малу количину органске супстанције спикулина, која формира аксијални филамент. 
Спикуле очвршћавају мезохил до различитог степена, зависно од њихове густине, распореда, броја и начина њихових повезивања. У екстремном случају, спикуларни скелет може бити ригидан, оштар, тродимензионалан рам попут скелета рода Euplectella. Реликтна сфинктозоа Vaceletia crypta има комораст кречњачки егзоскелет. Кречњачке демоспонгиа (склероспонгије) луче базални кречњачки егзоскелет на коме тело почива. Склероспонгије луче и силикатне спикуле у мезохилу.

## Спонгински (рожни) скелет
Неки сунђери немају спикуле, али луче органску материју спонгин. Спонгин је по хемијском саставу сличан свили и кератину, а понекад може бити и са високим садржајем јода (до 14%). Скелет се састоји од мреже испреплетаних дугачких спонгинских влакана у мезоглеји. Стварају га ћелије спонгоците које се поређају у низове. Овакви сунђери су најчешће еластични, „сунђерасти“. Велика концентрација спонгина ствара чврст, јак и гумен скелет. Спонгин и спикуле се појављују заједно код највећег броја врста сунђера. Код неких спонгин везује само врхове спикула, код неких су спикуле потпуно инкорпориране у спонгин. Неке врсте уместо спикула користе страни материјал, попут зрна песка, који уграђују у спонгински скелет ради чврстоће. Вод врсте Dysidea janiae спикуле потпуно одсуствују, па сунђер користи кречњачки скелет симбионтске алге рода Jania. Резултат оваквих комбинација спонгина и спикула је велика разноврсност карактеристика скелетâ.
Спонгин се јавља у више облика, али су три основна:
1. дебела колагена влакна
2. периспикуларни спонгин
3. базални спонгин

Спонгин грађен од дебелих колагених влакана (пречника до неколико mm) изграђује масиван скелет многих сунђера, омогућује достизање великих димензија и унутрашњих површина, колагена влакна скелета се најчешће пакују у различитим правцима.
Периспикуларни спонгин је изграђен од танких протеинских микрофибрила, окружује спикуле и/или их међусобно повезује.
Базални спонгин се најчешће уочава као продужетак периспикуларног спонгина, у његовој изградњи учествују и дебљи микрофиламенти, а служи причвршћивању за подлогу.
У гемулама постоји и посебан вид спонгина, изграђен од два типа колагених микрофибрила, сличан базалном спонгину.